# Karol Wilhelm Wystrychowski
Karol Wilhelm Wystrychowski (ur. 17 kwietnia 1904 w Bytomiu, zm. 18 lutego 1980 w Chorzowie) – sędzia, adwokat, powstaniec śląski.

## Życiorys
Urodził się w rodzinie o polskich tradycjach narodowych. Jego ojciec Wojciech był działaczem plebiscytowym, radnym Rady Miejskiej Królewskiej Huty (obecnie Chorzów). Naukę w szkole powszechnej oraz gimnazjum podjął w Bytomiu. Świadectwo ukończenia gimnazjum uzyskał w Królewskiej Hucie (obecnie Chorzów).
W trakcie nauki działał w tajnym Związku Filaretów oraz pracował w Polskim Komisariacie Plebiscytowym w Bytomiu; włączył się także w III powstanie śląskie. W 1922 roku aresztowany przez Niemców, zwolniony z aresztu po interwencji Francuzów.
Po podziale Górnego Śląska, jako stypendysta województwa śląskiego podjął studia prawnicze na Uniwersytecie w Poznaniu. Studia ukończył w 1927 roku, praktykę aplikancką (sądową) odbył w kilku sądach powiatowych Górnego Śląska. W 1929 roku zdał egzamin sędziowski. Pracował początkowo jako asesor, następnie jako sędzia grodzki w Katowicach.
Rekomendowany przez Frakcję Chrześcijańsko-Demokratyczną w Radzie Miejskiej Królewskiej Huty (obecnie Chorzów), mianowany zastępcą przewodniczącego Urzędu Rozjemczego ds. Najmu. W 1932 roku reprezentował mieszkańców Królewskiej Huty w Kuratorium Rzeźni Miejskiej.
W lutym 1933 roku wpisany na listę adwokatów, zrezygnował z sędziowania oraz otworzył własną kancelarię adwokacką w Chorzowie.
Po wybuchu II wojny światowej ukrywał się w Lublinie przed aresztowaniem przez Niemców. Jego nazwisko widniało w „Nadzwyczajnej książce poszukiwawczej – polskiej” (niem. Sonderfahndungsbuch – Polen) z powodu udziału w III powstaniu śląskim.
W sierpniu 1944 zaciągnął się do 1 Armii Wojska Polskiego, przez cały jej szlak bojowy walczył w składzie 3 Dywizji Piechoty.
Po wojnie powrócił do Polski i podjął pracę jako sędzia Wojskowego Sądu Rejonowego w Katowicach. W 1951 był przewodniczącym sądu w procesie grupy polskich żołnierzy, którzy próbowali uciec na Zachód. Czterech z nich skazał na karę śmierci (jedną z nich później wykonano). W 2004 r. wyrok ten uznano za nieważny. W lutym 1952 roku przeniesiony do rezerwy w stopniu majora, po jakimś czasie awansowany do stopnia podpułkownika. Bardzo krótko pracował jako obrońca w procesach wojskowych, potem jako radca prawny w Przedsiębiorstwie Robót Inżynieryjnych Przemysłu Węglowego w Katowicach.
Pod koniec stycznia 1953 roku podjął ponownie pracę jako adwokat, w Zespole Adwokackim nr 4 w Katowicach.
Prezes koła ZBOWiD przy Wojewódzkiej Izbie Adwokackiej; rzecznik dyscyplinarny, kierownik Komisji Historycznej Oddziału Miejskiego ZBOWiD w Katowicach. Prezes Rady Klubu Oficerów Rezerwy w Chorzowie; był także w składzie Zarządu Miejskiego Ligi Obrony Kraju w Chorzowie.

## Odznaczenia
Odznaczony m.in. Krzyżem Komandorskim Orderu Odrodzenia Polski, Śląskim Krzyżem Powstańczym, Srebrnym Medalem „Zasłużonym na polu chwały”, Medalem za udział w walkach o Berlin, Odznaką Grunwaldzką.